# Ordgarius
Ordgarius Keyserling, 1886 è un genere di ragni appartenente alla famiglia Araneidae.

## Distribuzione
Le 11 specie oggi note di questo genere sono state reperite in Asia orientale, sudorientale, Asia meridionale e Oceania: la specie dall'areale più vasto è la O. sexspinosus, rinvenuta in varie località della zona compresa fra India e Giappone, e in Indonesia.

## Tassonomia
Dal 2012 non sono stati esaminati esemplari di questo genere.
A marzo 2014, si compone di 11 specie ed una sottospecie:
1. Ordgarius acanthonotus (Simon, 1909) — Vietnam
2. Ordgarius bicolor Pocock, 1899 — Nuova Britannia (Arcipelago di Bismarck)
3. Ordgarius clypeatus Simon, 1897 — Isola Ambon (Molucche)
4. Ordgarius ephippiatus Thorell, 1898 — Birmania
5. Ordgarius furcatus (O. P.-Cambridge, 1877) — Nuovo Galles del Sud
  - Ordgarius furcatus distinctus (Rainbow, 1900) — Nuovo Galles del Sud
6. Ordgarius hexaspinus Saha & Raychaudhuri, 2004 — India
7. Ordgarius hobsoni (O. P.-Cambridge, 1877) — India, Sri Lanka, Cina, Giappone
8. Ordgarius magnificus (Rainbow, 1897) — Queensland (Australia), Nuovo Galles del Sud
9. Ordgarius monstrosus Keyserling, 1886[2] — Queensland (Australia)
10. Ordgarius pustulosus Thorell, 1897 — Giava
11. Ordgarius sexspinosus (Thorell, 1894) — dall'India al Giappone, Indonesia